# 孫以敬
孫以敬（？—？），字令修，號浣心，蘇州府太仓州人，明末官員。崇禎十年進士。

## 生平
崇祯九年（1636年）丙子科應天鄉試第三十二名舉人，崇祯十年（1637年）丁丑科會試第五十六名，廷試三甲一百十六名進士。都察院观政，本年十二月授瓯宁知县，十六年欽補長垣知縣。

## 家族
曾祖孙相，祖孙应麒，父孙逄吉，庠生。